# Danial Moazeni

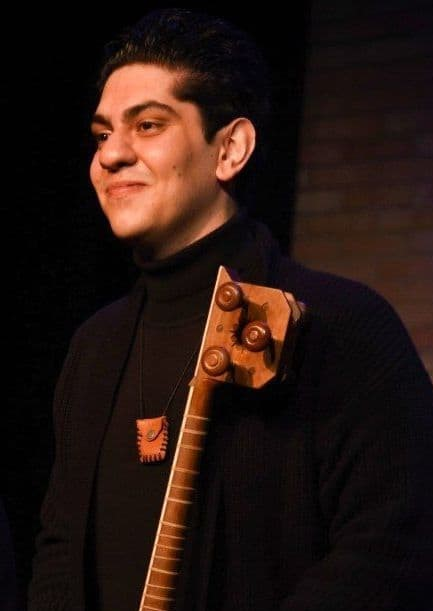
Danial Moazeni (2019)

Danial Moazeni (* 1998 in Isfahan, Iran) ist ein iranischer Komponist und Musiker.

## Leben und Wirken
Moazeni erlernte ab seinem vierten Lebensjahr das persische Instrument Tar und studierte ab 2012 am Musikgymnasium von Isfahan. Gleichzeitig wurde er von Hossein Alizadeh, Houshang Zarif und Hamidreza Nourbakhsh in Komposition, Tar und Gesang unterrichtet. Als Tar-Spieler gab er Konzerte in Teheran, Isfahan, Yazd, Schahr-e Kord und Nischapur und gründete 2014 das Nafis-Ensemble. Er komponierte Werke für das Kammerorchester von Teheran und das Isfahan National Orchestra. Moazeni übersiedelte nach dem Abitur nach Österreich und begann 2017 sein Bachelorstudium in Komposition bei Carola Bauckholt und Christoph Cech an der Anton Bruckner Privatuniversität.
Als Tar-Solist, Sänger und Komponist arbeitete er mit verschiedenen Ensembles wie Nafis Ensemble, WorldMusic Trio, Ensemble Airborne Extended, Schlagquartett Köln, Post-Derwish, und SolterPlus Ensemble zusammenund nahm an Musikfestivals in Amsterdam, Rotterdam und Krems teil und konzertierte mit diesen Ensembles unter anderem in Linz (Leicht über Linz und Ars Electronica Festival)  und Tirol (Die Sieben Leben des Maximilian Festival). Er spielte zudem unter anderem am Theater am Spittelberg in Wien. 2020 trat er beim Linz International Short Film Festival mit dem WorldMusic Trio auf.
2018 war er zu Gast bei einem Gespräch bei Radio FRO in der Sendung Unisounds und ORF Oberösterreich über das kompositorische Zusammenwirken von persischer und europäischer Musik und zeitgenössische Musik.
Moazeni gab zudem Workshops und Meisterkurse in Komposition an den in Isfahen und Teheran.